# Discurso sobre o Estado da União

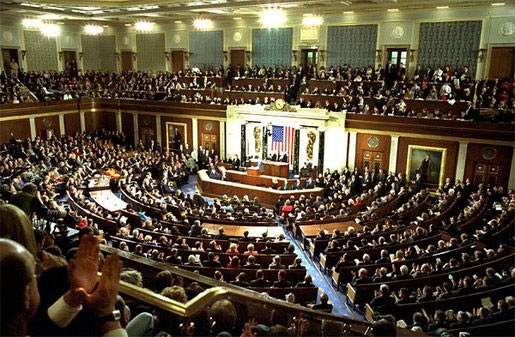
Discurso do presidente George W. Bush em 2003.

O Discurso sobre o Estado da União é o relatório apresentado pelo Presidente dos Estados Unidos na presença do Congresso dos Estados Unidos anualmente, geralmente na forma de um discurso. O discurso não só reporta as condições em que o país se encontra, mas também permite o presidente a apresentar sua proposta legislativa (a qual necessita da cooperação do Congresso) e as prioridades nacionais. O discurso cobre a necessidade do presidente de periodicamente informar o Congresso sobre o "estado da União", cobrada pelo Artigo II, Seção 3 da Constituição dos Estados Unidos, e recomendar medidas que o presidente julga necessárias e oportunas. Durante a maior parte do primeiro século dos Estados Unidos, o presidente apenas enviava um relatório escrito para o Congresso. Com a invenção do rádio e da televisão, o discurso agora é transmitido ao vivo pelo país inteiro pela maioria das redes de televisão.

## Contexto
A prática vem do comando dado ao presidente na Constituição dos Estados Unidos:
O Presidente deverá prestar ao Congresso, periodicamente, informações sobre o estado da União,
fazendo ao mesmo tempo as recomendações que julgar necessárias e convenientes— Artigo II, Seção 3 da Constituição dos Estados Unidos
Apesar de o Constituição não especificar a frequência em qual o relatório deve ser apresentado, por tradição, o presidente o apresenta anualmente no fim de janeiro ou começo de fevereiro. Entre 1934 e 2015 a data tem variado do dia 3 de janeiro até 12 de fevereiro.
Apesar de o presidente não ser obrigado a apresentar um discurso, todos os presidentes desde Woodrow Wilson, com exceção de Herbert Hoover, fizeram pelo menos um de seus relatórios um discurso apresentado em frente ao Congresso. Anteriormente, a maioria dos presidentes enviavam o relatório de forma escrita ao Congresso.
Desde Franklin Roosevelt, o Discurso sobre o Estado da União é apresentado geralmente em janeiro perante o Congresso, e realizado na câmara da Casa de Representantes dos Estados Unidos da América, no Capitólio dos Estados Unidos. Quando a inauguração presidencial ocorre em janeiro, a data do discurso é atrasada para fevereiro.
O que começou como uma forma de comunicação entre o presidente e o Congresso se tornou uma forma de comunicação entre o presidente e as pessoas dos Estados Unidos. Desde a invenção do rádio e da televisão, o discurso foi transmitido ao vivo na maioria das redes, se sobrepondo sobre a programação normal. Para alcançar a maior audiência de telespectadores, o discurso, anteriormente apresentado de dia, agora é apresentado a noite, após as 9 horas da tarde (UTC-5).
Nas décadas recentes, alguns presidentes novos em cargo escolheram apresentar seus discursos em seus primeiros meses de presidência, mas não os consideraram oficialmente Discursos sobre o Estado da União.

## História
George Washington apresentou sua primeira mensagem anual para o Congresso em 8 de janeiro de 1790, em Nova Iorque, então capital provisória dos Estados Unidos. Em 1801, Thomas Jefferson descontinuou a prática de apresentar o discurso em pessoa, achando o evento anual muito monárquico (similar à fala do trono). Em vez disso, seu discurso foi escrito e então enviado para o Congresso. Em 1913 Woodrow Wilson restabeleceu a prática apesar de controvérsia. No entanto, houve exceções após a restauração do Discurso. Alguns presidentes durante a segunda metade do século 20 também apenas escreveram e enviaram o discurso para o Congresso. O último presidente a fazer isso foi Jimmy Carter em 1981.
Durante muitos anos, o discurso foi chamado de "a Mensagem Anual do Presidente para o Congresso". O termo "Discurso sobre o Estado da União" surgiu pela primeira vez em 1934 quando Franklin D. Roosevelt usou a frase, se tornando geralmente aceitada desde 1947.
Antes de 1934, a mensagem anual era apresentada no fim do ano, em dezembro. A ratificação da Vigésima Emenda em 23 de janeiro de 1933 mudou a inauguração do Congresso de março para janeiro, afetando a apresentação da mensagem. Desde 1934, a mensagem ou discurso tem sido apresentada para o Congresso em janeiro ou fevereiro.
A Vigésima Emenda também estabeleceu o dia 20 de janeiro como o começo do termo presidencial. Em anos em que um novo presidente é eleito, o presidente saindo do cargo pode apresentar seu último Discurso sobre o Estado da União. mas nenhum o fez desde que Jimmy Carter enviou sua mensagem escrita em 1981. Em 1953 e 1961, o Congresso recebeu ambas as mensagens escritas do novo presidente e do breve-a-ser presidente. Desde 1989, com o reconhecimento de que a responsabilidade de enviar um relatório formalmente pertence ao presidente que governou no ano anterior, presidentes novos em cargo não chamam seu primeiro discurso para o Congresso de Discurso sobre o Estado da União.
Em 1936, o presidente Franklin Roosevelt quebrou o costume e apresentou o discurso a noite. Anteriormente, isso aconteceu apenas uma vez, quando Woodrow Wilson pediu para o Congresso que os Estados Unidos entrasse na Primeira Guerra Mundial.
O discurso de 1923 de Calvin Coolidge foi o primeiro a ser transmitido por rádio. O discurso de 1947 de Harry S. Truman foi o primeiro a ser transmitido pela televisão. O discurso de 1965 de Lyndon B. Johnson foi o primeiro a ser apresentado a tarde. Três anos depois, em 1968, redes de televisão, pela primeira vez, não impuseram nenhum limite na cobertura do discurso. O discurso de 1968, apresentado por Johnson, foi seguido por comentários televisados por, entre outros, Daniel Patrick Moynihan e Milton Friedman. O discurso de 1986 de Ronald Reagan foi o único a ser atrasado. Ele havia planejado em apresentá-lo em 28 de janeiro de 1986, mas o atrasou por uma semana após a notícia do acidente do ônibus espacial Challenger, e então decidiu falar sobre o evento com o povo americano. O discurso de 1997 de Bill Clinton foi o primeiro a ser transmitido ao vivo na internet.